# Scirpus dialgamensis
Scirpus dialgamensis là loài thực vật có hoa trong họ Cói. Loài này được Majeed Kak & Javeid miêu tả khoa học đầu tiên năm 1982.